# مايلز تيرني
مايلز تيرني (بالإنجليزية: Myles Tierney)‏ هو رياضياتي وأستاذ جامعي أمريكي، ولد في 1937، وتوفي في 6 أكتوبر 2017 في نيوجيرسي في الولايات المتحدة.